# Orthogonia plenifasciata
Orthogonia plenifasciata är en fjärilsart som beskrevs av W. Warren 1911. Orthogonia plenifasciata ingår i släktet Orthogonia och familjen nattflyn. Inga underarter finns listade i Catalogue of Life.